# Селеуш (Арад)
Селеуш (рум. Seleuș) — село у повіті Арад в Румунії. Адміністративний центр комуни Селеуш.
Село розташоване на відстані 405 км на північний захід від Бухареста, 38 км на північний схід від Арада, 78 км на північний схід від Тімішоари.

## Населення
За даними перепису населення 2002 року у селі проживали 1987 осіб.
Національний склад населення села:
| Національність | Кількість осіб | Відсоток |
| -------------- | -------------- | -------- |
| румуни         | 1960           | 98,6%    |
| цигани         | 15             | 0,8%     |
| угорці         | 10             | 0,5%     |

Рідною мовою назвали:
| Мова      | Кількість осіб | Відсоток |
| --------- | -------------- | -------- |
| румунська | 1981           | 99,7%    |
| угорська  | 6              | 0,3%     |